# Malcocinado
Malcocinado ist ein Dorf und eine Gemeinde (municipio) mit nur noch 346 Einwohnern (Stand: 2024) im Südosten der spanischen Provinz Badajoz in der Autonomen Gemeinschaft Extremadura. 

## Lage
Malcocinado liegt etwa 110 Kilometer südsüdöstlich von Mérida und etwa 180 Kilometer südöstlich von Badajoz in einer Höhe von ca. 600 m. Das Klima im Winter ist gemäßigt, im Sommer dagegen warm bis heiß; die eher geringen Niederschlagsmengen (ca. 538 mm/Jahr) fallen – mit Ausnahme der nahezu regenlosen Sommermonate – verteilt übers ganze Jahr.

## Bevölkerungsentwicklung
| Jahr      | 1970 | 1981 | 1991 | 2001 | 2011 | 2021 |
| Einwohner | 1262 | 798  | 644  | 539  | 426  | 351  |

## Sehenswürdigkeiten
- Antoniuskirche (Iglesia de San Antonio de Padua)

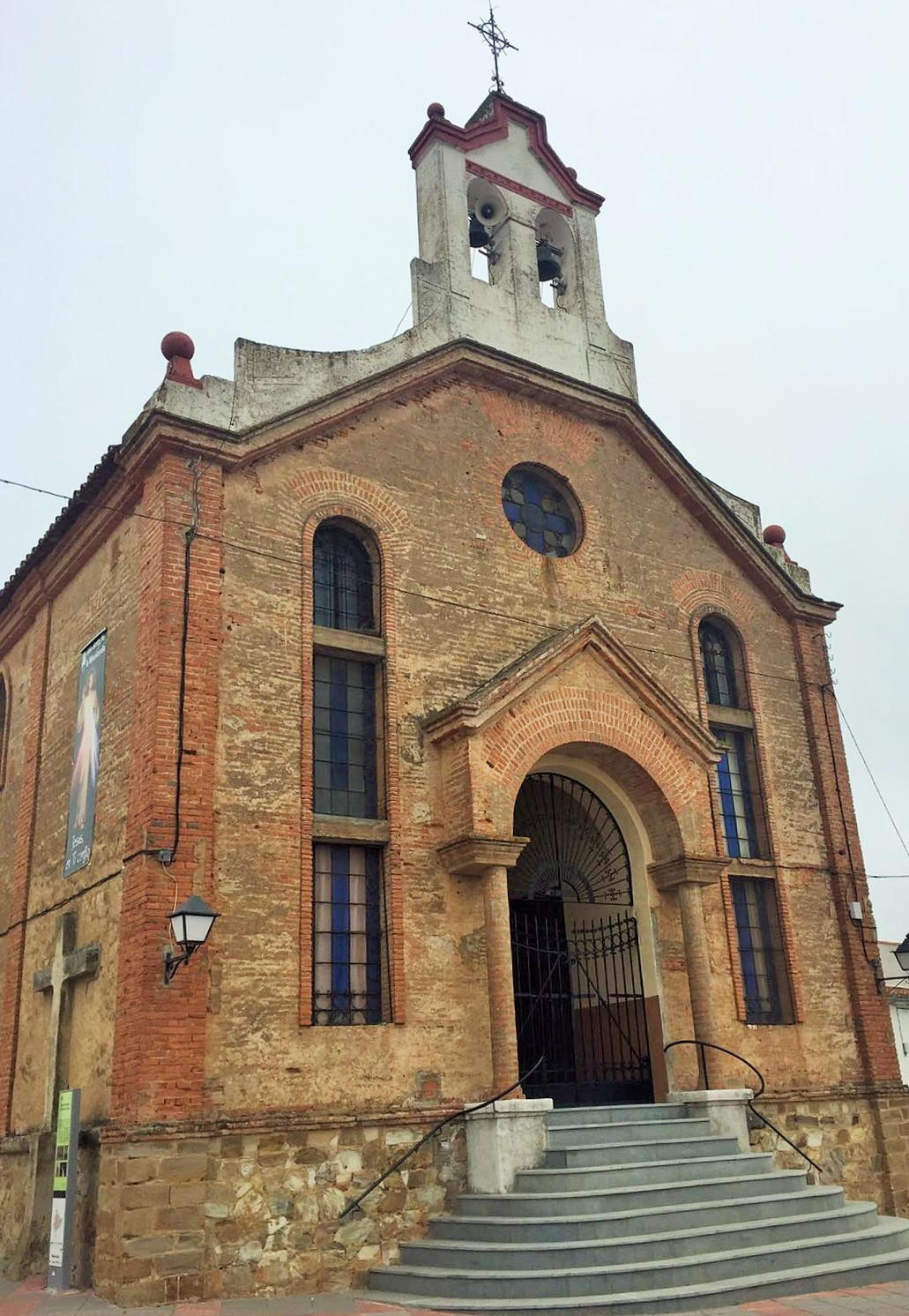
Antoniuskirche

## Persönlichkeiten
- Valentín González (genannt: El Campesino, 1909–1983), Kommunist und Guerillero